# 喀山起義
喀山起義是喀山汗國被俄羅斯沙皇國征服後，亡國遺民為復國進行的反俄叛亂。
叛軍大多是韃靼人、楚瓦什人、馬里人、摩爾多瓦人、烏德穆爾特人。有些諾蓋人也參與到了這場戰爭，他們從諾蓋汗國請來可汗形成獨立叛亂政府。俄羅斯軍隊在安德烈·庫爾布斯基和亞歴山大·叔伊斯基領軍下镇壓叛亂。
在叛亂的高峰韃靼人控制前汗國的大部分地方。然而前首都喀山在俄羅斯控制下，伊凡四世派出軍隊嚴厲鎮壓，死亡人數估計幾千。